# Robert Lowell

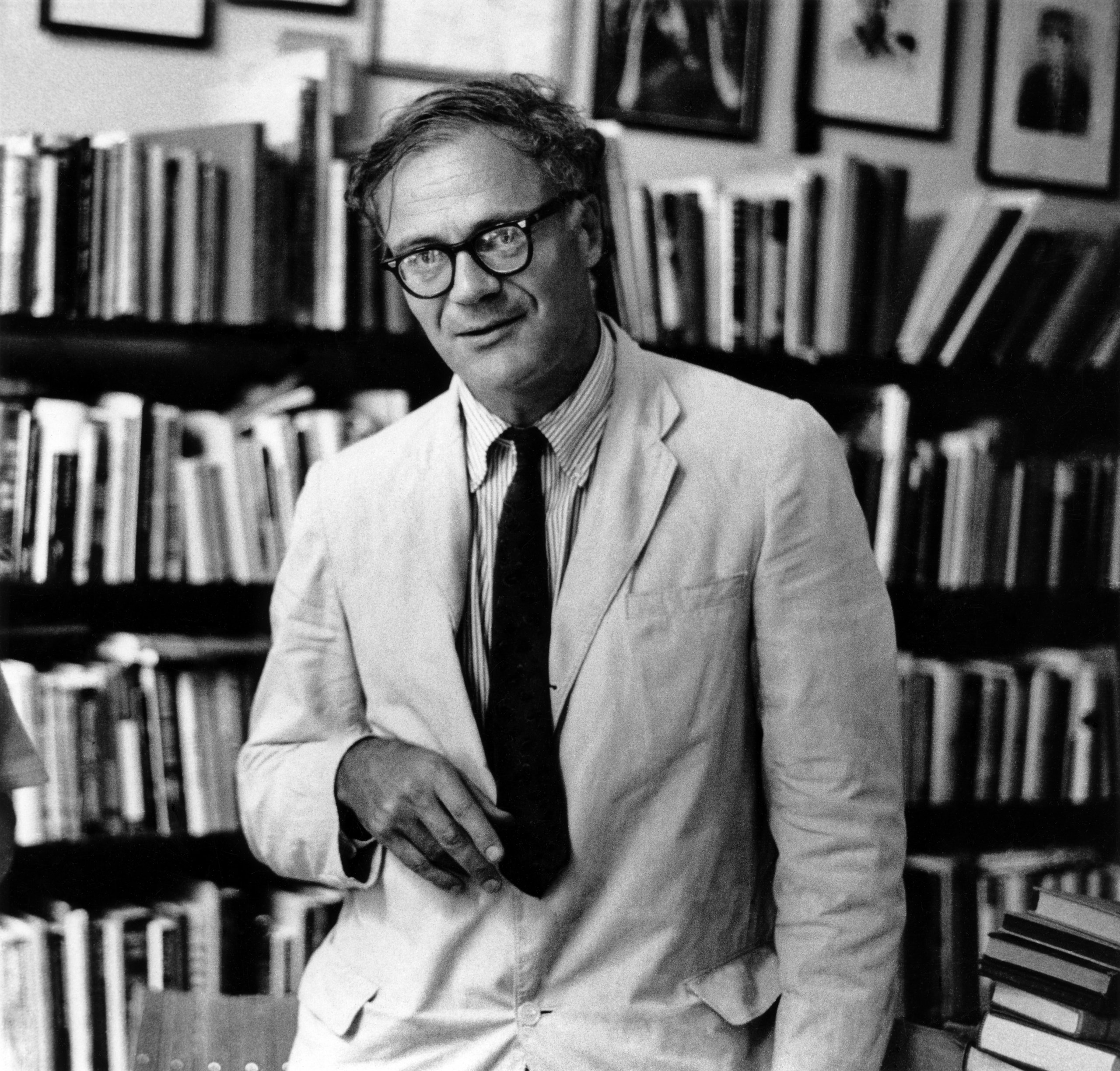
Robert Lowell (um 1965)

Robert Traill Spence Lowell (* 1. März 1917 in Boston, Massachusetts; † 12. September 1977 in New York City) war ein US-amerikanischer Dichter.

## Leben
Lowell entstammt einer der ältesten Familien Bostons: er war der Sohn des Marine-Offiziers Robert Traill Spence Lowell, Sr. und dessen Ehefrau Charlotte Winslow.
Nach dem Besuch von Privatschulen in seiner Heimatstadt begann Lowell an der Harvard University zu studieren.
Mit 24 Jahren heiratete Lowell 1941 die Schriftstellerin Jean Stafford; 1948 wurde diese Ehe wieder geschieden. Bereits im darauffolgenden Jahr heiratete Lowell die Schriftstellerin Elizabeth Hardwick.
Mit 55 Jahren heiratete Lowell in dritter Ehe 1972 die Schriftstellerin Caroline Blackwood. Die letzten Jahre seines Lebens verbrachte er mit seiner dritten Ehefrau in London. Bei einem Besuch in New York erlitt Lowell einen Herzinfarkt und starb dort im Alter von 60 Jahren am 12. September 1977.
1954 wurde er in die American Academy of Arts and Letters gewählt.

## Bedeutung
Lowell wurde als ein Dichter der Confessional Poetry bekannt und erhielt den Pulitzer-Preis in den Jahren nach dem Zweiten Weltkrieg.  Er stammt von einer berühmten und historischen Familie aus Massachusetts ab, aber studierte freiwillig an einer kleinen Universität im Bundesstaat Ohio, die Kenyon College heißt.  Seine Beziehung zu  seiner Familie blieb widersprüchlich während seines ganzen Lebens.  Er verbrachte als Kriegsdienstverweigerer ein Jahr im Gefängnis während des Zweiten Weltkriegs.  Sein zweiter Gedichtband Lord Weary’s Castle gewann den Pulitzerpreis im Jahre 1946.  Danach fing er an, in einem persönlicheren Stil zu schreiben.  Zwei Bände, Life Studies and For the Union Dead, enthalten seine berühmtesten Werke und erschienen 1959 bzw. 1964.  Diese Gedichte drücken sowohl seine persönlichen Kämpfe als auch seinen politischen Glauben aus.  Noch einmal gewann sein Band The Dolphin einen Pulitzerpreis im Jahre 1973.  Auch lehrte er zwei wichtige Studentinnen an der Harvard University, Sylvia Plath und Anne Sexton, die „Confessionalist“-Dichterinnen wurden.
Sein 1964 uraufgeführtes dreiteiliges Theaterstück The Old Glory wurde 1965 als „Best American Play“ mit dem Obie Award ausgezeichnet.
Lowell starb als einer der berühmtesten Dichter der Vereinigten Staaten.

## Werke
- Collected poems. Farar, Straus & Giroux, New York 2003, ISBN 0-374-12617-8.
- Gedichte. Klett-Cotta, Stuttgart 1982, ISBN 3-608-95099-0.